# Pedro Cortina Mauri
Pour les articles homonymes, voir Cortina (homonymie).
Pedro Cortina Mauri, né le 18 mars 1908 à La Pobla de Segur (Lleida) et mort à Madrid le 14 février 1993, est un diplomate et homme politique espagnol. Il est Ministre des Affaires étrangères.
Né à Puebla de Segur, dans la province de Lleida, le 18 mars 1908. Étudiant le droit à l’Université de Barcelone, il obtient le prix extraordinaire lors de sa licence en 1929.En 1933, il entre dans la carrière diplomatique.
Avec l’éclatement de la guerre civile en juillet 1936, Cortina Mauri s’échappa du Madrid républicain et franchi les lignes nationalistes. Il rejoint la Cour des comptes de l’armée nationaliste, sous la tutelle du ministère de la Guerre, mais en février 1938, il est affecté au Département juridique international du ministère des Affaires étrangères.
En 1941, il épousa María Luisa Alcocer, fille d’Alberto Alcocer, maire de Madrid. La même année, il obtient la chaire de droit international public et privé à l’Université de Séville, qu’il occupe à peine en raison de son orientation vers les affaires et l’activité diplomatique.
Entre 1964 et 1967, il est procureur aux Cortès sur nomination directe du général Franco.
Il est ambassadeur d’Espagne en France du 7 avril 1966 au 3 janvier 1974 Après l’assassinat du président du gouvernement, Luis Carrero Blanco, le 20 décembre 1973, Cortina Mauri rejette l’offre du gouvernement français d’arrêter les membres de l’ETA responsables de l’assassinat. Ce qui n’empêcha nullement sa nomination au ministère des Affaires étrangères le 3 janvier 1974 par le nouveau chef du gouvernement, Carlos Arias Navarro. Il est à nouveau nommé procureur aux Cortès franquiste .
Au cours de son mandat à la tête de la diplomatie espagnole, il dû faire face aux relations tendu avec le gouvernement portugais à la suite de la révolution des œillets (avril 1974) et surtout à la crise de la Marche verte pour la souveraineté sur le Sahara espagnol, organisée par le roi Hassan II du Maroc. Il joua un rôle majeur dans la signature de l’accord tripartite de Madrid (14 novembre 1975), par lequel l’Espagne, cède l’administration du Sahara occidental au Maroc et à la Mauritanie.
Après avoir quitté le gouvernement en décembre 1975, il s’est consacre principalement au monde des affaires, en étant particulièrement lié à Cervezas San Miguel.
Il meurt à son domicile le 14 février 1993.